# Тіоацилювання
Тіоацилювання (рос. тиоацилирование, англ. thioacylation) — заміна активного атома Н органічних сполук при атомі C або
при гетероатомі на тіоацильну (R(S=)C-) групу, а також утворення тіокарбонільної (>C=S) групи в синтезі похідних тіокарбонових кислот.
MeNHNH2 + RC(=S)SCH2COOH → RC(S)NHNHMe
R2NH + :CCl2 — HS–→ R2N–C(=S)H